# Lonchocarpus oaxacensis
Lonchocarpus oaxacensis är en ärtväxtart som beskrevs av Henri François Pittier. Lonchocarpus oaxacensis ingår i släktet Lonchocarpus och familjen ärtväxter. Inga underarter finns listade i Catalogue of Life.